# Пляшкова пошта

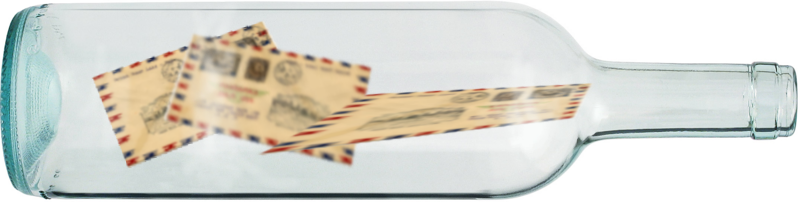
Пляшкова пошта (колаж)

Пляшкова пошта, або Послання у пляшці — древній спосіб відправки повідомлень адресату за допомогою засмоленої пляшки, яка довільно носиться морською течією.

## Опис
Суть пляшкової пошти полягає в тому, що на шматку паперу або пергаменту пишеться текст, після чого послання згортається у вигляді сувою і кладеться в скляну пляшку. Пляшка закорковується і кидається в океан. Гнана течіями пляшка прибивається до берега, де її і знаходять.
На відміну від традиційних способів передачі повідомлень, цей вид передачі повідомлень не контролюється — куди течія занесе послання, можна тільки гадати, але бути упевненим неможливо.

## Історія
Згідно з однією з легенд, винахідником пересилки послань у пляшках був грецький філософ Теофраст, який близько 310 року до н. е. кинув в океан за Гібралтаром кілька закоркованих посудин із записками для відстежування течій води з Атлантичного океану в Середземне море. Через декілька місяців одну з посудин було виявлена на березі Сицилії.
З тієї пори в історії описано безліч випадків використання пляшкової пошти.

## Пляшкова пошта і мореплавання
У мореплаванні є сотні історій, коли послання з пляшок виявлялися єдиними відомостями про долю зниклого судна і його екіпажа. Часто послання в пляшці ставало останньою надією на порятунок, ось тільки рідко коли лист приходив вчасно, щоб встигнути врятувати посилача.
У 1960 році при події з радянською самохідною баржею Т-36 члени її екіпажу на 48-ій добі перебування в океані вдалися до допомоги пляшкової пошти: вони спорудили буй із скляної кулі від риболовецьких мереж, жердини і патронної гільзи, в яку поклали записку. На жердині закріпили саморобний прапор ВМС СРСР. Вже наступного дня вони були врятовані, проте не завдяки «посланню у пляшці», доля буя так і залишається загадкою.

## Пляшкова пошта і наука
Учені звернулися до подібного методу дослідження океанів тільки у XVIII столітті, коли французький вчений метеоролог Лагеньєр, повертаючись у Францію з чергування Сан-Домінго, кидав в океан пляшки із записками, одну з яких виловили у Бретані через декілька місяців.
У Росії дослідження течій так само проводилися в 1907—1912 роках в ході вивчення Японського і Охотських морів, коли за борт було викинуто понад 10 тис. пляшок.

## Цікаві факти
- Мореплавець і першовідкривач Христофор Колумб на шляху до Індії відправляв донесення іспанській королеві Ізабеллі, надійно закоркувавши їх в пляшки і кидаючи в океан. Деякі з цих послань, гнані течіями, були виловлені з води і доставлені в палац її величності. Одна з пляшок Колумба була підібрана в Гібралтарській протоці в 1852 році капітаном американського судна[7].
- В Англії з 1590 року і до кінця XVIII століття існував закон, згідно якого кожного, хто наважиться самостійно розбити виловлену в морі або знайдену на березі закорковану пляшку, чекає страта. Для читання подібних послань при дворі була заснована посада «відкорковувача океанських пляшок». Першим відкорковувачем при дворі королеви Єлизавети I став лорд Томас Тонфілд, який тільки за перший рік перебування на посаді витягнув з пляшок 52 листи. За деякими відомостями, коли він з'являвся до королеви з черговою доповіддю, вона незмінно його запитувала: «Ну, що пише нам Нептун»?[8].
- Посланнями в пляшці як способом передачі повідомлень досі користуються жителі деяких індонезійських островів[1][9].
- До 1983 року найпротяжнішим дрейфом пляшки вважалася пляшка, відправлена в 1909 році з борта російського канонерського човна «Манджур» для дослідження морських течій: вона була підібрана поблизу Острова Беринга (Командорські острови) в 1967 році. 6 червня 1983 року рекорд був побитий: на острові Мортон було виявлено пляшку з-під лосьйону, кинуту з борта англійського пароплава «Араватта» поблизу берегів Австралії в 1910 році[7].
- У 2005 році в Коста-Риці було врятовано 88 іммігрантів, які відправили в пляшці у відкрите море повідомлення про крах свого судна. На щастя, послання досить швидко потрапило в сіті місцевого рибалки[10].
- Капітан шотландського риболовецького судна виловив пляшку із запискою, викинуту в море майже століття тому. Ендрю Ліпер виявив послання в пляшці під час рибного лову. У посланні, що датується 10 червня 1914 року, було сказано, що капітан Браун зі школи навігації виплатить винагороду у розмірі 6 пенсів тому, хто виявить цю пляшку. Моряки з того ж корабля вже виловлювали пляшку із запискою 1915 року, яку відправили до моря 98 років тому з метою вивчення підводних течій навколо Шотландії (із 1980 пляшок були знайдені 315)[11].
- Незвичайний профіль обрав священик батюшка Джордж. Його назвали «пляшковим пастором» за те, що він кидав в море пляшки з молитвами-напученнями від алкоголізму. Кажуть, що ті, хто виловлював таку пляшку, вважали це божим провидінням і кидали пити. На рахунку пастора Джорджа — 20 тисяч таких послань![12]
- Не завжди пляшкова пошта використовується для повідомлень про катастрофи. У 1957 році 22-річний шведський моряк Аке Вікинг кинув в море закорковану пляшку із запискою на декількох мовах. Він просив, щоб яка-небудь молода дівчина відповіла на його послання і прислала свою фотографію. Пляшку знайшов дядько 16-річної Паоліни Пуццо, сицилійський рибалка. Дівчина відповіла шведському хлопцю і незабаром між ними зав'язалося жваве листування, яке закінчилося весіллям.

## Згадки у творах культури

### У літературі
- У романі Жюля Верна «Діти капітана Гранта» герої знаходять в животі акули пляшку з проханням про допомогу.
- Одне з перших оповідань Едгара По називалося «Рукопис, знайдений в пляшці».
- У дитячій розповіді Говарда Лавкрафта, яка називається «Маленька скляна пляшка», герої знаходять таємниче послання в пляшці, плаваючій в морі.
- У романі Віктора Гюго «Людина, яка сміється» тонучі бандити кидають у море пляшку із запискою про походження головного героя, що і стає кульмінацією роману.
- У романі Агати Крісті «Десять негритят» суддя, що мріяв про «ідеальний злочин», відправляє в пляшці послання — в якому описує усі подробиці своєї серії хитромудрих вбивств.

### У музиці
- У 1979 році лондонський рок-гурт The Police записав пісню "Message in a Bottle"[en] («Послання у пляшці»), що стала першим номером у британських чартах:

I'll send an SOS to the world.

I hope that someone gets my

Message in a bottle

### У кінематографі
- В 1999 році у США був знятий фільм «Послання у пляшці».